# Дело WorldCom
Дело WorldCom — крупный скандал, связанный с вскрывшимися летом 2002 года манипуляциями бухгалтерского учёта в WorldCom, второй по величине компании междугородной телефонной связи в США в то время. С 1999 по 2002 год руководители WorldCom во главе с основателем и генеральным директором Бернардом Эбберсом организовали схему по завышению прибыли для поддержания курса акций WorldCom. Мошенничество было раскрыто в июне 2002 года, когда отдел внутреннего аудита компании, возглавляемый вице-президентом Синтией Купер, обнаружил фиктивные бухгалтерские записи на сумму свыше 3,8 миллиарда долларов. По итогам WorldCom была вынуждена признать, что она завысила свои активы более чем на 11 миллиардов долларов. На тот момент это было крупнейшее мошенничество в области бухгалтерского учёта в истории Америки.

## Предыстория
В декабре 2000 года финансовый аналитик WorldCom Ким Эми получил указание признать затраты на персонал, относящиеся к капитальным проектам в подразделении сетевых систем WorldCom, в качестве затрат текущего периода, а не в составе стоимости капитального проекта. По оценке аналитика, указание исказило бы сумму капитальных затрат как минимум на 35 миллионов долларов. Полагая, что его просят совершить налоговое мошенничество, он высказал свои опасения помощнику главного операционного директора WorldCom Рона Бомонта. В течение 24 часов было принято решение не выполнять данное указание. Однако Эми получил выговор от своего непосредственного начальства, и в марте 2001 года его уволили.
Эми, который ранее работал в компании MCI, слившейся в WorldCom / MCI в 1997 году, позже заявил Fort Worth Weekly в мае 2002 года, что он годами выражал озабоченность по поводу практики расходов MCI. Он считал, что после прихода к власти WorldCom порядка стало больше, но его все ещё беспокоило то, что подрядчики выставляли WorldCom счёта на непомерные суммы. Статью Fort Worth Weekly в конце концов прочитал Глин Смит, менеджер по внутреннему аудиту в штаб-квартире WorldCom в Клинтоне, штат Миссисипи . Изучив её, он посоветовал своему руководителю начать запланированный на этот год аудит капитальных затрат на несколько месяцев раньше срока. Купер согласилась, и в конце мая началась проверка.

## Предоплаченные мощности
Во время встречи с аудиторами финансовый директор Санджив Сетхи объяснил, что разницы в капитализированных затратах связаны с «предоплаченными мощностями». Никто в комнате ранее не слышал этого термина. Когда у него потребовали объяснения, Сетхи сказал, что не знает, что означает этот термин, хотя его подразделение одобряло запросы на капитальные расходы.
Купер и Смит попросили одного из технических специалистов в группе внутреннего аудита изучить систему бухгалтерского учёта на предмет любых упоминаний о предоплаченных мощностях. В конце концов получилось найти совпадение и проследить за ним в системе. Однако суммы перебрасывались между счетами необычным образом, в результате чего большая круглая сумма исключалась из затрат WorldCom и капитализировалась на его баланс в качестве актива.

## Подозрения
Вскоре после этого главный финансовый директор Скотт Салливан, непосредственный руководитель Купер, вызвал её на совещание по аудиторским проектам и попросил команду внутреннего аудита показать ему недавно завершённые аудиты. Когда подошла очередь Смита, Купер спросила о предоплаченных мощностях. Салливан утверждал, что речь идёт о затратах, связанных с расширением интернет-мощностей и линий, которые либо вообще не использовались, либо использовались редко. Он утверждал, что эти затраты капитализировались, потому что затраты, связанные с арендой линий, были фиксированными даже при падении доходов. Он планировал признать расходы по реструктуризации во втором квартале 2002 года, после чего WorldCom распределит эти предоплаченные мощности между расходами текущего периода и расходами на реструктуризацию. Он попросил отложить аудит капитальных затрат до третьего квартала, усилив подозрения Купер.
Той ночью Купер и Смит позвонили Максу Боббитту, члену совета директоров WorldCom и председателю комитета по аудиту, чтобы обсудить свои опасения. Боббит был настолько обеспокоен, что велел Купер обсудить этот вопрос с Фарреллом Мэлоун из KPMG, внешнего аудитора WorldCom. К этому времени группа внутреннего аудита обнаружила 28 записей о предоплаченных мощностях, относящихся ко второму кварталу 2001 года. По их расчётам, если бы не эти операции, прибыль WorldCom в размере 130 миллионов долларов в первом квартале 2002 года стала бы убытком в размере 395 миллионов долларов.

## Раскрытие мошенничества
Аудиторы решили не ждать, а обратились к бухгалтерам, которые делали эти записи, и к ведущему партнёру Arthur Andersen, занимавшегося WorldCom до KPMG. Аудитор заявил, что никогда не слышал об этом термине и ничего не знал о стандартах, позволявших бы капитализировать такие затраты. Кроме того, аудиторы никогда не проверяли капитальные затраты WorldCom на корректность классификации.
Бухгалтеры признали, что сделали записи, не зная, для чего они были, и не видя оснований для них. Они действовали по указанию Майерса и генерального директора по бухгалтерскому учёту Буфорда Йейтса, который также утверждал, что бухгалтеры, подчиняющиеся ему, делали записи по указанию Майерса.
Наконец, внутренние аудиторы поговорили с Майерсом. Он признал, что записи не имеют под собой оснований. Фактически, они были осуществлены «исходя из того, какой, по нашему мнению, должна быть маржа», и не существовало стандартов бухгалтерского учёта, которые поддерживали бы такой подход.
Боббит наконец созвал заседание комитета по аудиту на 20 июня. К этому времени команда Купер обнаружила сомнительные реклассификации на сумму более 3 миллиардов долларов из расходов в активы с 2001 по 2002 год. На встрече KPMG заявили, что стандарты не разрешают такой учёт. Салливан утверждал, что WorldCom инвестировала в расширение телекоммуникационной сети с 1999 года, но ожидаемого расширения использования клиентами так и не произошло. Он утверждал, что проводки были оправданы с точки зрения принципа сопоставления, который говорит о том, что расходы должны соотноситься с доходами, поэтому они капитализировались, чтобы списаться при получении будущей прибыли. Комитет по аудиту дал Майерсу время до следующего понедельника, чтобы собрать подтверждения для своей позиции.
На следующем заседании комитета по аудиту Салливан представил свои доводы, но не смог убедить комитет и KPMG. Они пришли к заключению, что корректировки были произведены с единственной целью — достижение ожиданий Уолл-стрит, и единственным приемлемым решением был пересчёт доходов за весь 2001 год и первый квартал 2002 года. Andersen отозвал своё аудиторское заключение за 2001 год, и совет директоров потребовал отставки Салливана и Майерса.

## Разбирательство SEC
25 июня совет директоров принял отставку Майерса и уволил Салливана, когда он отказался уйти. В тот же день руководители WorldCom проинформировали SEC о том, что ей придётся пересчитать свои доходы за пять кварталов. Позже в тот же день WorldCom публично признала, что она завысила свой денежный поток более чем на 3,8 миллиарда долларов. Раскрытие информации произошло в особенно тяжёлое время для WorldCom. Ещё до того, как разразился скандал, её рейтинг был снижен до мусорного уровня, а акции потеряли более 94 процентов своей стоимости. На фоне слухов о банкротстве WorldCom заявила, что уволит 17 000 сотрудников.

## Последствия
25 июня 2002 года WorldCom признала манипуляции с отчётностью почти на 3,9 миллиарда долларов, а 22 июля 2002 года подала заявление о банкротстве. В итоге цифра выросла до 11 миллиардов долларов. Это инициировало серию расследований и судебных разбирательств, в которых основное внимание уделялось Эбберсу, бывшему генеральному директору WorldCom. Эбберс в свою очередь отрицал свою причастность.

### Слушания в Конгрессе
Эбберс предстал перед Комитетом по финансовым услугам Палаты представителей США 8 июля 2002 года. На этих слушаниях Эбберс заявил: «Я не верю, что мне есть что скрывать, я считаю, что никто не придёт к заключению, что я участвовал в каком-либо преступном или мошенническом деянии». Сделав это заявление, Эбберс заявил о своём праве не свидетельствовать против самого себя в соответствии с Пятой поправкой к Конституции.

### Уголовные обвинения и приговор
27 августа 2003 года генеральный прокурор Оклахомы Дрю Эдмондсон предъявил Эбберсу обвинительное заключение по 15 пунктам. В обвинительном заключении говорилось, что он нарушил законодательство о ценных бумагах, неоднократно обманывая инвесторов в период с января 2001 года по март 2002 года. 20 ноября 2003 года обвинения в Оклахоме были сняты с сохранением права на повторную отправку, чтобы передать дело федеральным властям. 2 марта 2004 г. федеральные власти предъявили Эбберсу обвинения в мошенничестве и преступном сговоре. 25 мая 2004 года федеральная прокуратура увеличила список обвинений до 9 тяжких преступлений : по одному пункту обвинения в сговоре и мошенничестве с ценными бумагами и семи пунктам в подаче ложных данных в регулирующие органы. 15 марта 2005 года Эбберс был признан виновным по всем пунктам обвинения.

### Приговор и тюремное заключение
13 июля 2005 года федеральный судья Барбара С. Джонс из окружного суда Соединённых Штатов Южного округа Нью-Йорка приговорила Эбберса к 25 годам лишения свободы в федеральной тюрьме в Луизиане. Эбберсу разрешили остаться на свободе ещё на год, пока его апелляция рассматривалась. Его приговор был подтверждён Апелляционным судом второго округа США в июле 2006 года. 6 сентября 2006 г. председательствующий судья приказал ему явиться в тюрьму 26 сентября, чтобы начать отбывать 25-летний срок заключения. Эбберс явился в Федеральное исправительное учреждение Окдейла в Окдейле, штат Луизиана, 26 сентября 2006 года . Он был освобождён на 8 лет раньше срока, 19 декабря 2019 года, по состоянию здоровья. 2 февраля 2020 Эбберс скончался.

### Гражданские иски
11 октября 2002 года инвесторы WorldCom подали коллективный иск против Эбберса и других ответчиков, утверждая, что пострадали в результате мошенничества с ценными бумагами. Судья Окружного суда Соединённых Штатов по Южному округу Нью-Йорка приказала сторонам иска провести переговоры. Стороны договорились, что Эбберс и его соучастники выплатят более 6,13 млрд долларов, плюс проценты, более чем 830 000 физическим лицам и организациям, которые держали акции и облигации WorldCom на момент краха. Эбберс согласился отказаться от почти всех своих активов, включая дом в Миссисипи, и свои интересы в лесозаготовительной компании, пристань для яхт, поле для гольфа, отель и тысячи акров лесной недвижимости. После урегулирования спора жена Эбберса осталась с известными активами на сумму около 50 000 долларов. 21 сентября 2005 года судья Кот утвердил мировое соглашение и отклонил иск против Эбберса.